# Geogryllus uhleri
Geogryllus uhleri is een rechtvleugelig insect uit de familie krekels (Gryllidae). De wetenschappelijke naam van deze soort is voor het eerst geldig gepubliceerd in 1964 door Randell.